# Isopachys gyldenstolpei
Isopachys gyldenstolpei је гмизавац из реда Squamata и фамилије Scincidae.

## Угроженост
Подаци о распрострањености ове врсте су недовољни.

## Распрострањење
Ареал врсте је ограничен на једну државу. 
Тајланд је једино познато природно станиште врсте.